# Possessions d'Aix-en-Provence

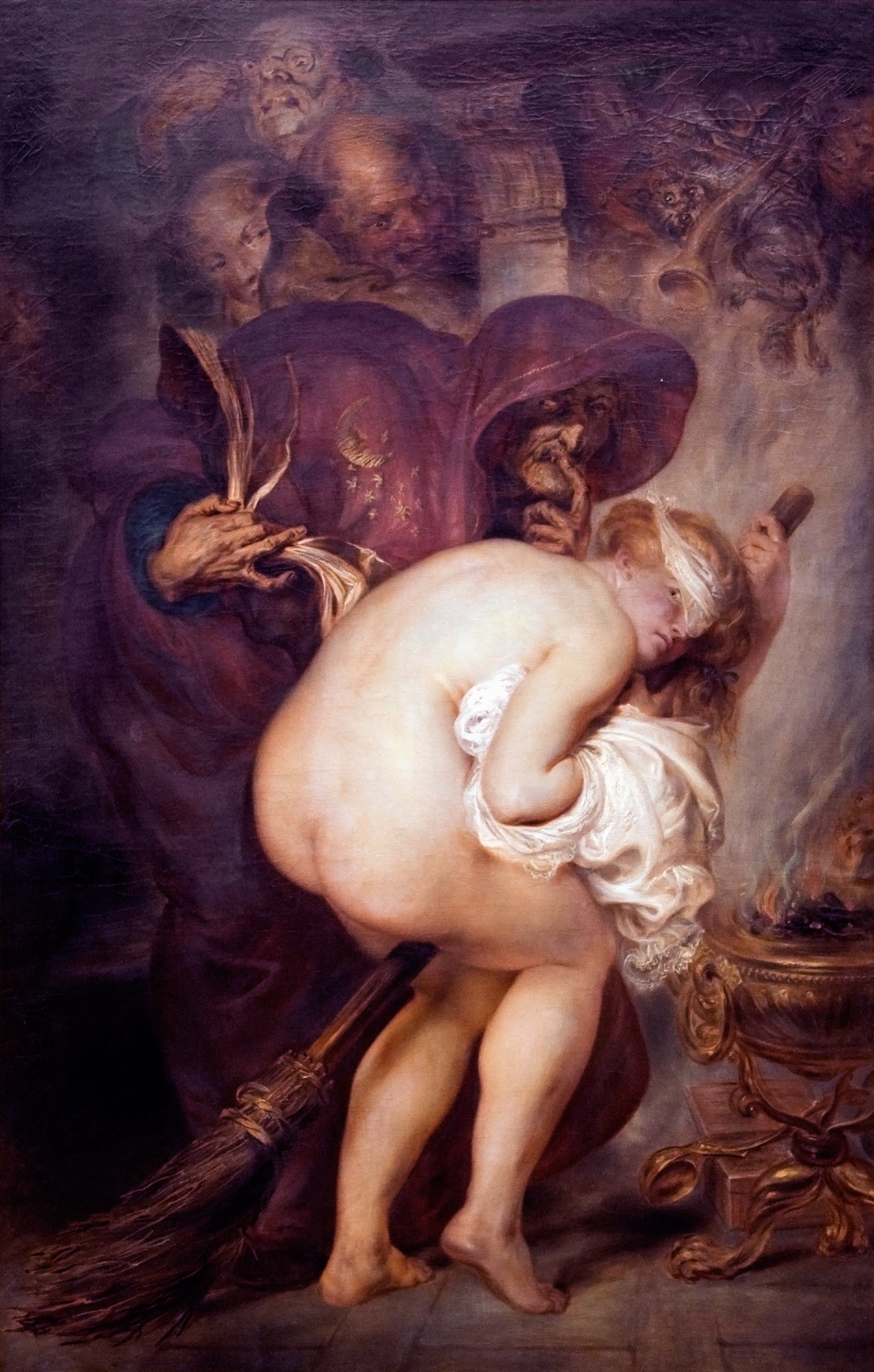
La jeune sorcière, peinture d'Antoine Wiertz.

Les possessions d'Aix-en-Provence sont une affaire d'hystérie collective qui se déroula en Provence au début du XVIIe siècle où elles furent qualifiées de séduction diabolique. Les acteurs en sont Louis Gaufridy, moine bénédictin de Saint-Victor de Marseille et curé des Accoules, ainsi que des religieuses ursulines d'Aix-en-Provence, dont les sœurs Madeleine de Demandolx de la Palud et Louise Capeau qui se déclarèrent ensorcelées par sa faute. En dépit de puissants soutiens, dont celui des archevêques d'Avignon et d'Aix-en-Provence, le prêtre fut décrété coupable, après avoir été convaincu de sorcellerie et de magie. Il fut brûlé vif sur la place des Prêcheurs, à Aix, le 30 avril 1611.

## Un ami de la famille

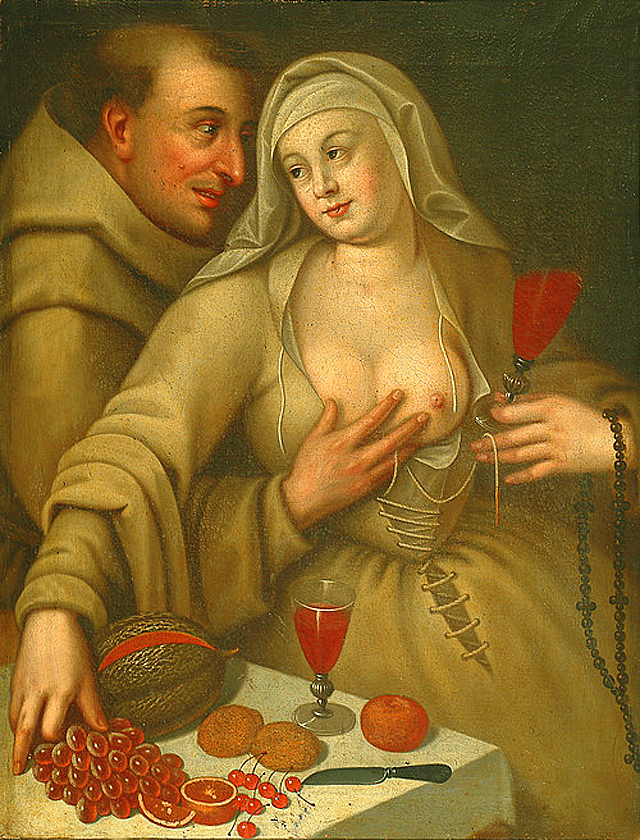
Rencontre monastique galante, artiste inconnu néerlandais.

Louis-Jean-Baptiste Gaufridy, fils d'un berger du village de Beauvezer, près de Colmars, dans la haute vallée du Verdon, naquit en 1572. Son oncle Cristol Gaufridy, curé de Pourrières convainquit ses parents de le faire entrer dans les ordres. Il fut installé à Pourrières, dans le presbytère, où il apprit la lecture, l’écriture, un peu de latin, le rituel liturgique et l’administration des sacrements. C'est là qu'il découvrit un vieux traité de Kabbale qui devint un de ses sujets favori d’étude. À 18 ans, il partit à Arles poursuivre des études de théologie jusqu’à la prêtrise.
Il choisit de prendre la robe dans l'abbaye Saint-Victor de Marseille. Ordonné prêtre il célébra sa première messe à Beauvezer. Il se fixa à Marseille en 1595. Desservant plusieurs paroisses, il devint curé des Accoules. Cette charge fort lucrative fut obtenue grâce à l’appui de la famille Demandolx de la Palud, originaire de Beauvezer. La règle des victorins s'étant très relâchée, il déserta son monastère pour loger en ville, où il se révéla être un homme fort enjoué, aimant la bonne chère. Il plut aux Demandolx de la Palud dont il devint le familier.
Devenu le directeur spirituel de la mère et de ses trois filles, il fut chargé de l'éducation religieuse de la plus jeune, Madeleine, qu’il avait vu naître. Il lui fit faire sa première communion, puis influença sa famille pour qu'elle fut placée chez les Ursulines. Le curé s'enticha de Madeleine, qu'il suivit tout au long de son noviciat. Elle fit partie de ses filles spirituelles qui le rejoignaient chaque soir. Elles étaient censées entretenir, avec leur confesseur, des conversations édifiantes, pendant lesquelles le confesseur abusa de ses jeunes recrues.
Âgée de 17 ans, souffrant de dépression, elle fut plusieurs fois renvoyée chez ses parents. Les signes de la présence de démons furent censés apparaître, chez Madeleine, au cours de l'année 1609. Cette rumeur parvint aux oreilles de Catherine de Gaumer, mère supérieure des Ursulines de Marseille. Elle en avertit la mère de Madeleine, et firent savoir au prêtre que ses assiduités devraient cesser immédiatement. Madeleine fut cloîtrée sous la surveillance directe de la mère Gaumer. Sur les insistances de sa supérieure, elle révéla l'histoire complète de ses relations avec Gaufridy. Afin de prévenir d'autres dommages et de stopper toute association avec le prêtre, la novice fut transférée au couvent d'Aix.

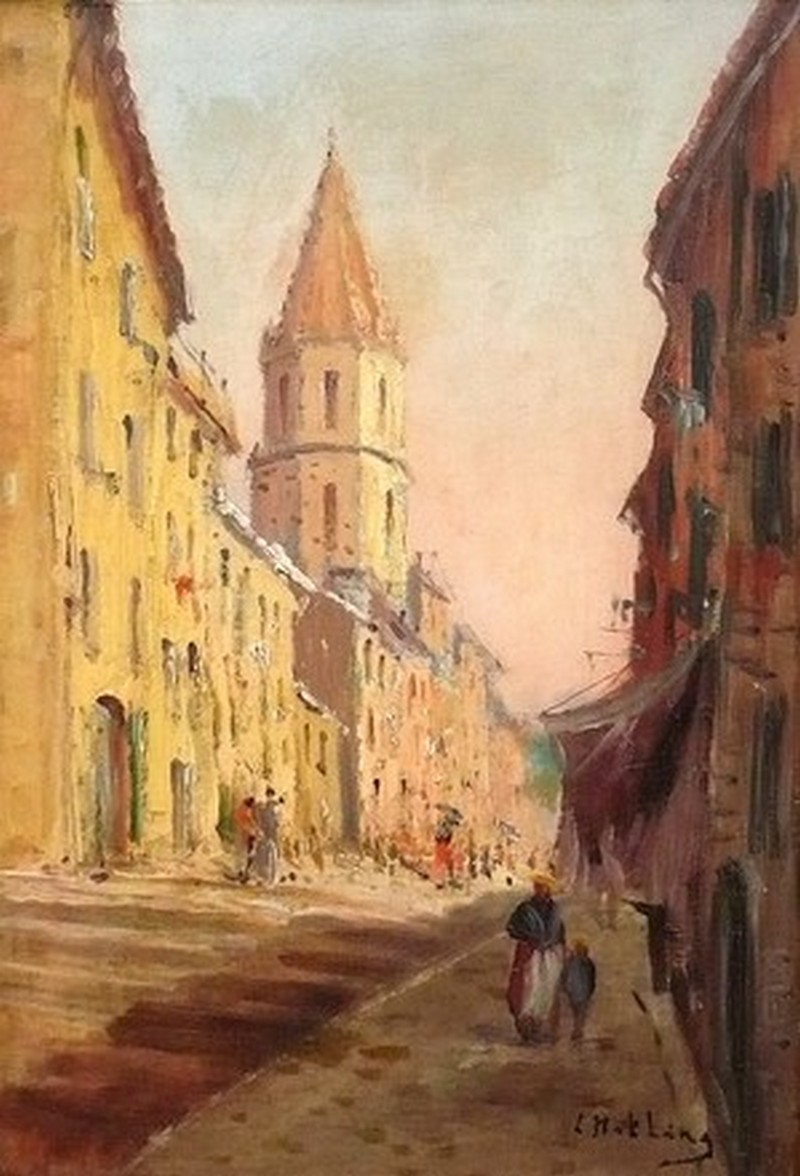
L'église des Accoules.
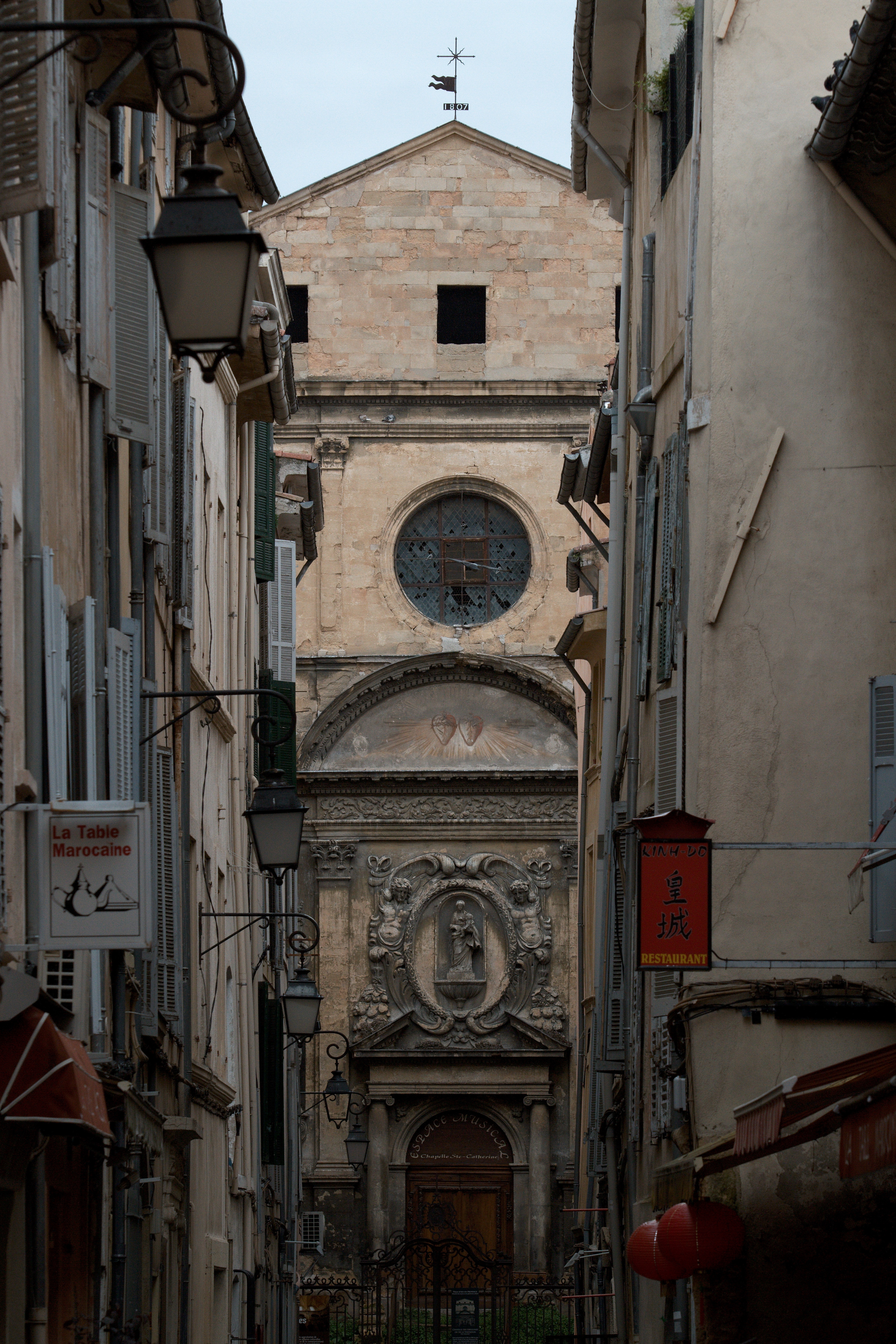
Chapelle des Ursulines d'Aix.

## Tout un couvent ensorcelé
Le mal de Madeleine s'aggrava aux Ursulines d'Aix. Elle eut des visions et des crises au milieu des offices. Ses supérieures, et le confesseur, du couvent en recherchèrent les causes. Elle avoua alors qu'on lui avait ravi sa virginité et vouée au diable.
Face à l'incrédulité de son entourage, Madeleine fut en proie à ce que l'on considéra comme une incontestable possession démoniaque ; son corps devint tordu, et dans un accès de rage, elle détruisit un crucifix. Il fut prescrit un exorcisme pour faire sortir les démons de son corps. Le père J.-B. Bomillon, supérieur des prêtres de la Doctrine chrétienne, l'exorcisa pendant plus d'une année.

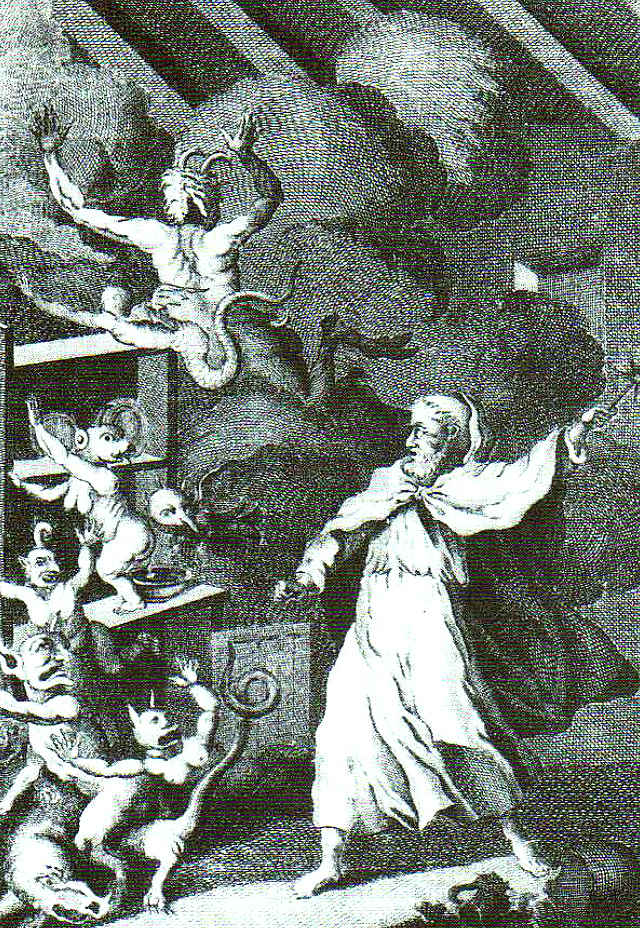
Exorciste chassant les démons.

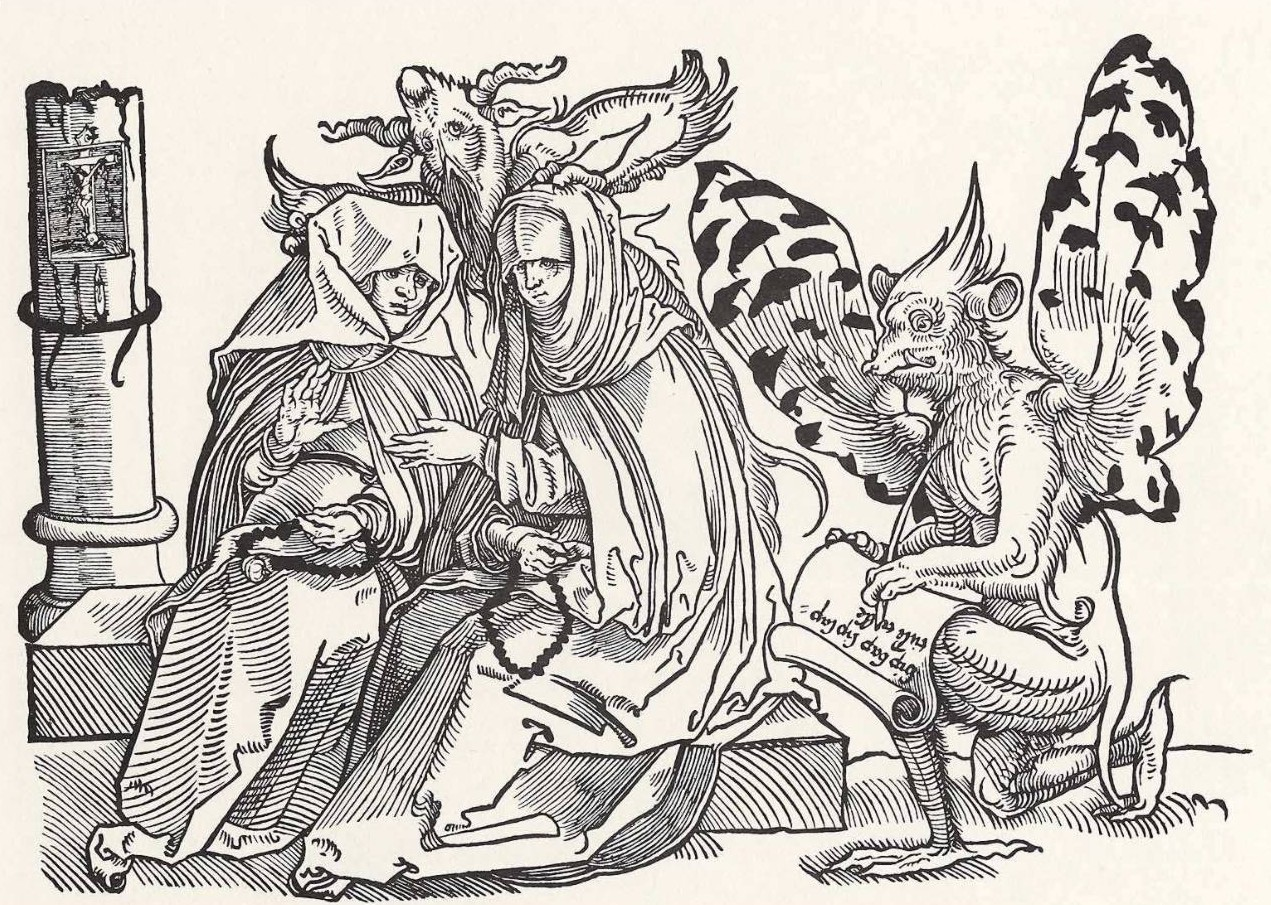
Nonnes pactisant avec des démons.

Non seulement les premières tentatives se révélèrent inopérantes, mais lors des suivantes, la jeune fille affirma qu'un prêtre l'avait ensorcelée, qu'il était un adorateur du diable et qu'il avait copulé avec elle depuis qu'elle avait 17 ans.
L'ambiance était telle que trois autres religieuses se déclarèrent bientôt possédées par des démons, et à la fin de l'année, ce nombre passa à huit. Louise Capeau, née de parents hérétiques, fut considérée comme la plus possédée, ayant des délires et des contorsions corporelles encore plus prononcés que ceux de Madeleine.
La situation au couvent des Ursulines devint telle, que Bomillon, complètement dépassé, conduisit Madeleine et Louise à la Sainte-Baume. Sébastien Michaëlis, Grand Inquisiteur et prieur de Saint-Maximin, prit l'affaire en mains, aidés des inquisiteurs Domptius, un exorciste flamand, et Billet. Les moines firent rapidement leur bilan : Madeleine était possédée d'une foule de démons sous la gouverne de Belzébuth et Astaroth, quant à Louise elle n'était possédée que par trois subalternes : Verrine, Sonneillon et Grésille.
Le 19 décembre 1610, un des démons de Louise, après avoir beuglé plusieurs fois, apostropha Madeleine en disant : « Louise est possédée, elle subit ce malheur pour toi. Louise est ton pleige (ta caution) ». Verrine, démon très loquace, appela Madeleine à faire pénitence, puis il invectiva Gaufridy en l'accusant d'être un magicien, ce qui surprit, car nul encore ne le soupçonnait.

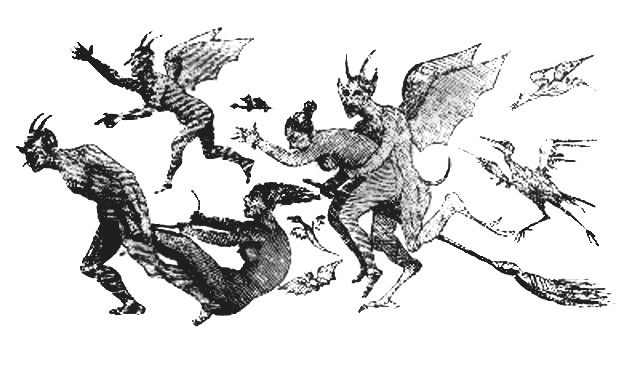
Diables et sorcières.

Après que le démon Vérinne eut accusé Gaufridy d'être la cause de la possession de Madeleine, l'exorciste Domptius comptabilisa que 666 démons était en possession de son corps. Il somma Gaufridy de quitter sa paroisse pour exorciser. Louise Capeau, dès qu'elle le vit, l'accusa d'être un sorcier et un cannibale. Elle révéla qu'il avait séduit Madeleine, qu'il la conduisit dans une grotte sur les propriétés de son père, où elle ne trouva que des diables que Gaufridy appelait ses bons amis. Elle fut marquée à l'annulaire avec un poinçon, puis montée par l'un d'eux qui la déflora, dut signer des cédules et devint princesse du sabbat. Son séducteur, pour l'empêcher de s'échapper, lui souffla des charmes afin de renforcer sa possession.

## Chez les inquisiteurs de la Sainte-Baume

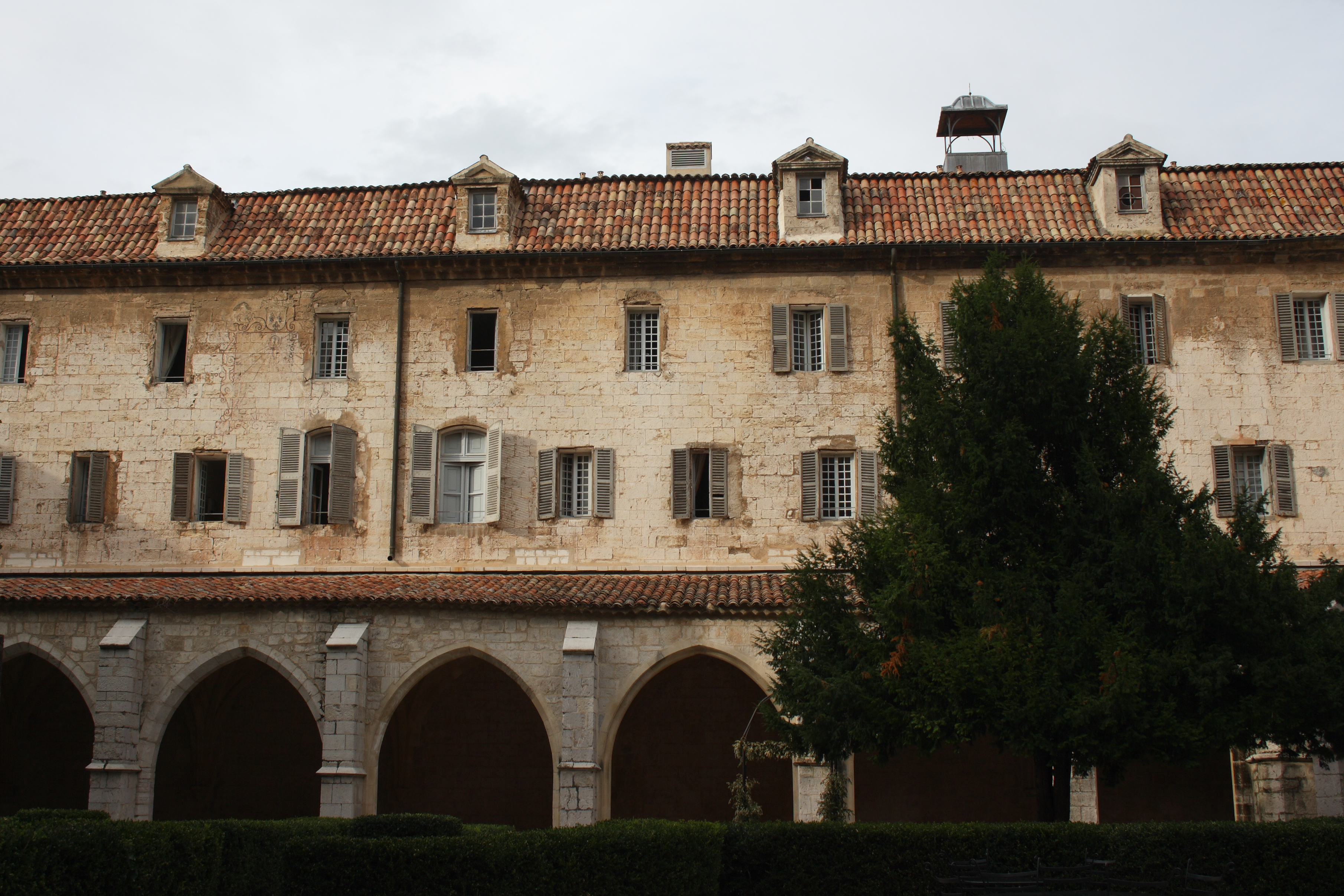
Couvent des dominicains à Saint-Maximin-la-Sainte-Baume.

Prenant trop à la légère cette dangereuse accusation, Gaufridy répliqua : « Si j'étais un sorcier, j'aurais certainement donné mon âme à un millier de diables ». Cette boutade, prise par les inquisiteurs comme un aveu de culpabilité, conduit immédiatement le prêtre en prison. Il fut mis dans une geôle située dans un souterrain derrière le maître-autel du couvent des dominicains et qui était dite « grotte de la Pénitence ».

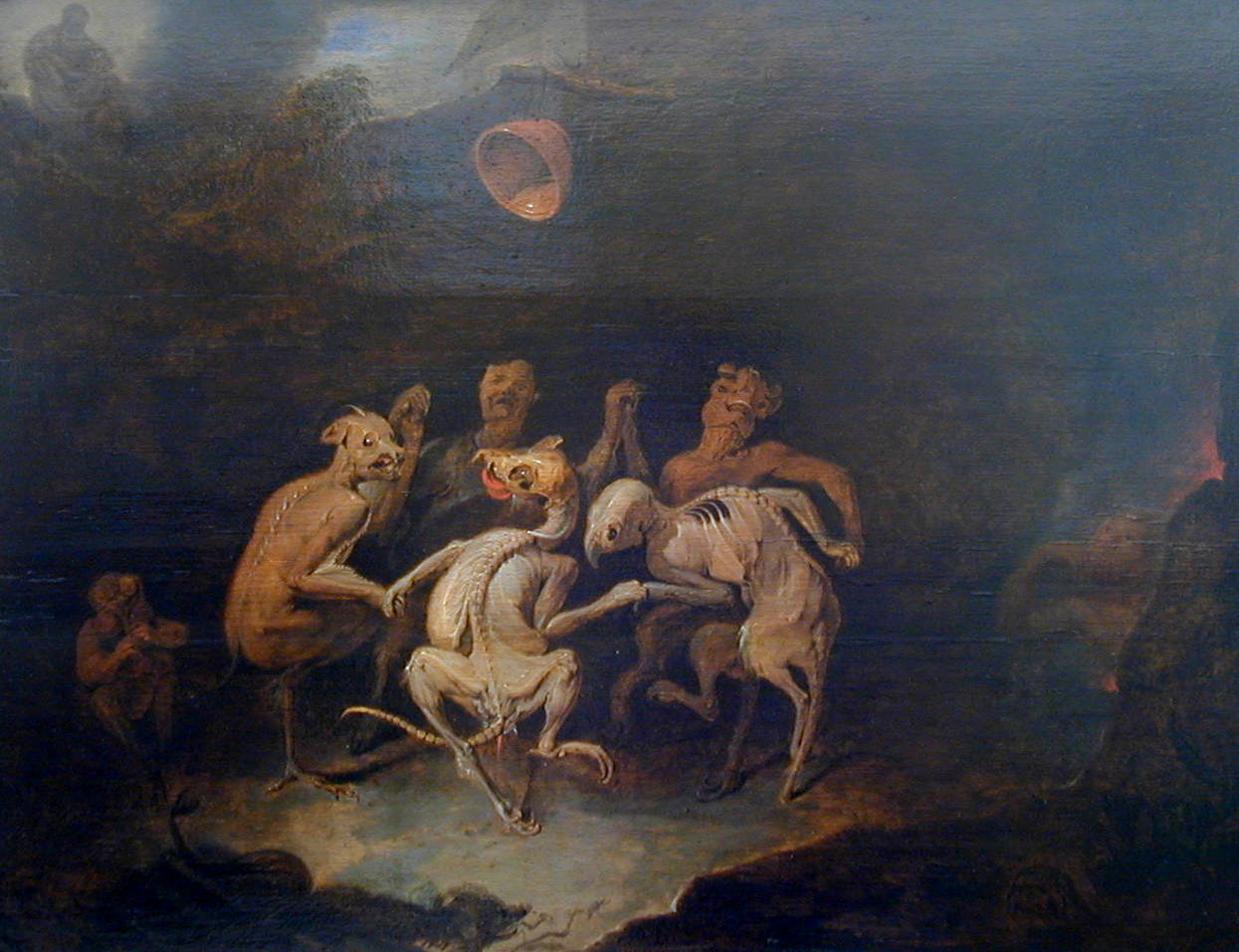
Danse infernale, peinture de David Ryckaert III.

Quatre dominicains furent chargés de la garder jour et nuit. Le 24 janvier 1611, les inquisiteurs ne pouvaient fermer l'œil, tous entendirent une musique infernale au-dessus des bois de la Sainte-Baume, le curé des Accoules ayant, selon eux, traîné ses démons derrière lui. Il y avait bien là plus de cent voix de femmes et d'enfants chantant à tue-tête : « Les sabbats se célébraient de plus belle, autour de la grotte surtout, parmi les fourrés et les rochers, par les sentiers et la montagne. C'était la nuit principalement. Dans les ténèbres montaient des voix d'hommes et de femmes, au-dessus de la Sainte-Baume, sans que l'on ne pût distinguer ce qu'ils disaient. On voyait plusieurs lumières en la plaine qui est au-dessous. Les lumières étaient comme des torches, ces hurlements et ces voix duraient environ deux heures »,.

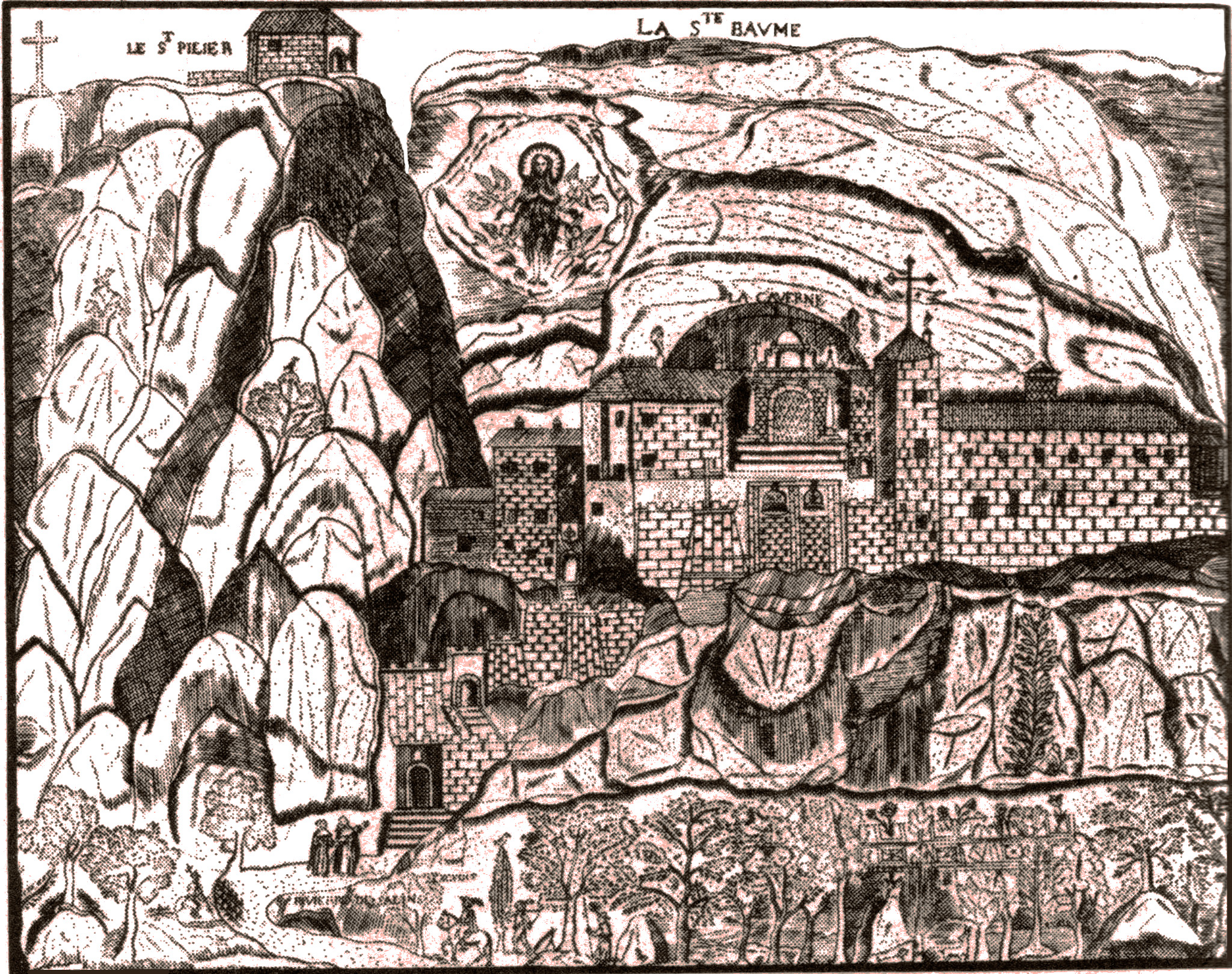
La Sainte-Baume.

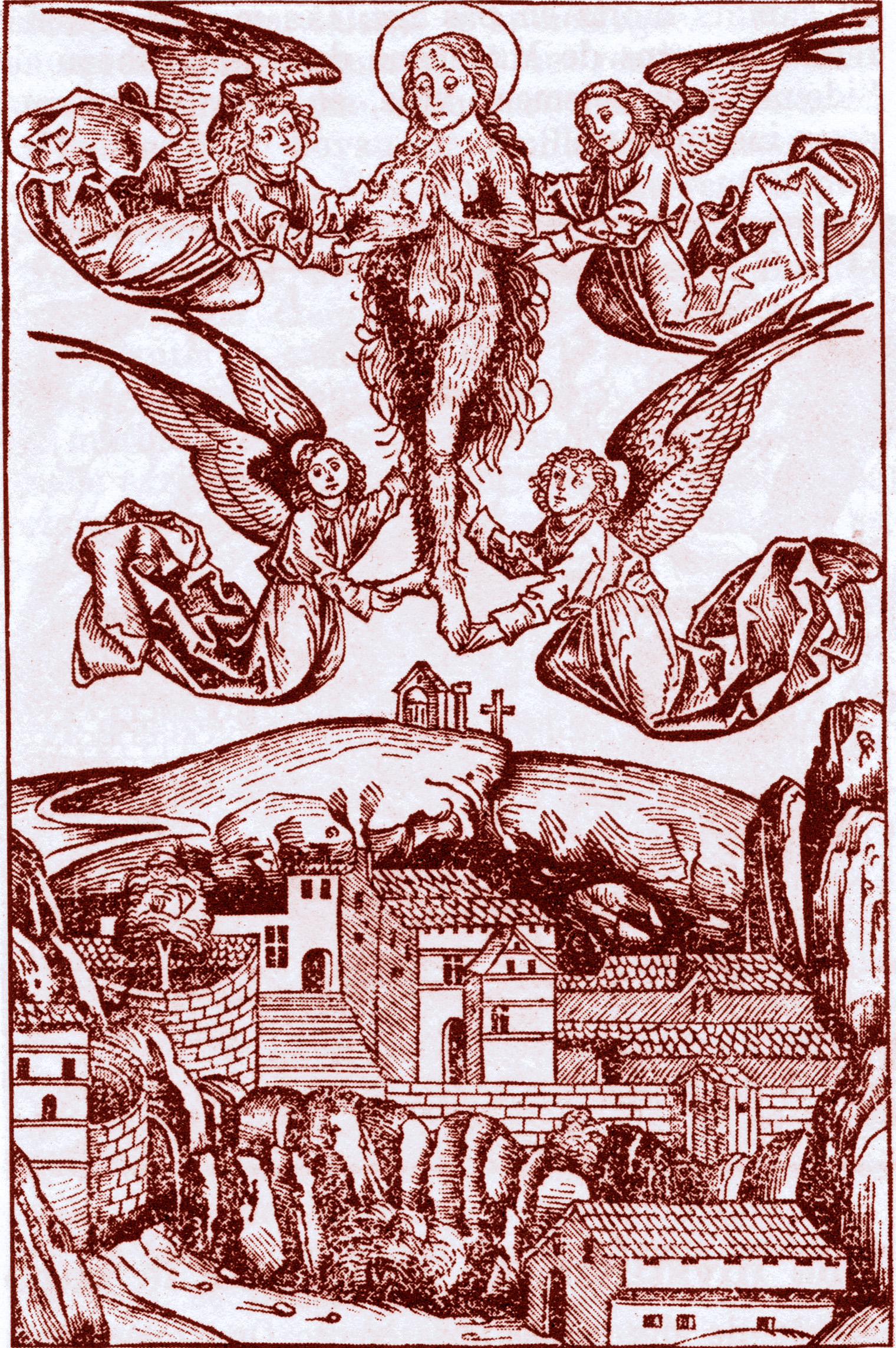
Madeleine, mère, sœur et fille des Dominicains.

Tout ce grand vacarme provenait, affirmèrent les inquisiteurs, de la synagogue des sorciers qui faisaient leur sabbat. De plus, ils ne pouvaient se contenter de baisers, d'attouchements et autres privautés. Ils mirent le curé des Accoules à la question et lui firent avouer qu'il « lui mit la main sur la bouche et sur le front et puis où logeait sa virginité ». Et là lui souffla dessus pour qu'elle le désira, compléta le curé, expliquant qu'il provoquait un maléfice amatoire par son souffle. Il crut bon d'ajouter : « Elle me venoit chercher aux champs, à l'église et vouloit que je fusse trois jours chez son père. Aussi, l'ai-je cognüe comme je voulois ».
Quant à Verrine, il continuait à disserter par la bouche de Louise sur les dogmes du christianisme, et comme la possédée comprenait et parlait le latin, il remarqua ironiquement : « Les parents de Louise, qui étaient hérétiques, auront sans doute appris à leur fille, qui ne sait que depuis fort peu de temps son Confiteor, le latin des exorcismes ».
Les doutes sur la possession de Louise, considérée comme une fille ignorante et naïve, firent place à la certitude tant elle disait « de choses admirables dont ne saurait ici donner une idée ». Le père Billet, un des inquisiteurs, dans une lettre aux prêtres de la Doctrine, les engagea à venir rapidement pour entendre « des choses vraiment inouïes et si belles, qu'on les croirait difficilement si on ne les voyait. Venez donc, vous autres, me direz que je suis trop facile à croire, mais venez et verrez, je ne suis pas seul ; si je me suis trompé, il y en a bien d'autres, que je dois croire plus capables que moi ».
Toujours par la bouche de Louise, Verrine affirma que Gaufridy avait commis toutes les formes imaginables de perversion sexuelle. Les inquisiteurs ordonnèrent alors de fouiller dans sa maison pour trouver des livres magiques ou des objets l'incriminant. La fouille ne donna rien, mais l'enquête révéla que le curé dans sa paroisse était un homme fort bien considéré. Car beaucoup refusait de croire Gaufridy coupable, tant il jouissait d'une bonne réputation.
Nombre de personnes bien placées éprouvaient pour lui pitié et estime. Elles traitaient ouvertement les accusations dont il était l'objet « de fausseté, d'ineptie et de folie ». Il fut même proposé que toute cette affaire fût cassé lors d'un synode, après avoir été déclarée vaine et mensongère. L'inquisiteur Domptius fut même incarcéré pendant quelques heures et les soutiens de Gaufridy réussirent même à le faire élargir. Il fut libéré le 8 janvier 1611. Fort de ces appuis, Gaufridy demanda alors que son nom fut rayé du procès-verbal et que ses accusatrices fussent punies. Puis il s'en fut à Avignon solliciter Philippe Philonardi, le vice-légat, pour obtenir du pape Paul V la déclaration de son innocence. Ce qui lui fut refusé. Du coup Jacques Turricella, l'évêque de Marseille, chargea quatre chanoines de lui faire rejoindre une cellule,.
Domptius, persuadé de la possession et de la magie de Gaufridy, fut convoqué par le théologal d'Étienne Dulci, l'archevêque d'Avignon et le vicaire général de Paul Hurault de L'Hôpital, l'archevêque d'Aix. Tous deux lui firent savoir que les archevêques n'étaient pas d'avis qu'on poursuivît l'accusé.

## Le parlement de Provence se saisit de l'affaire

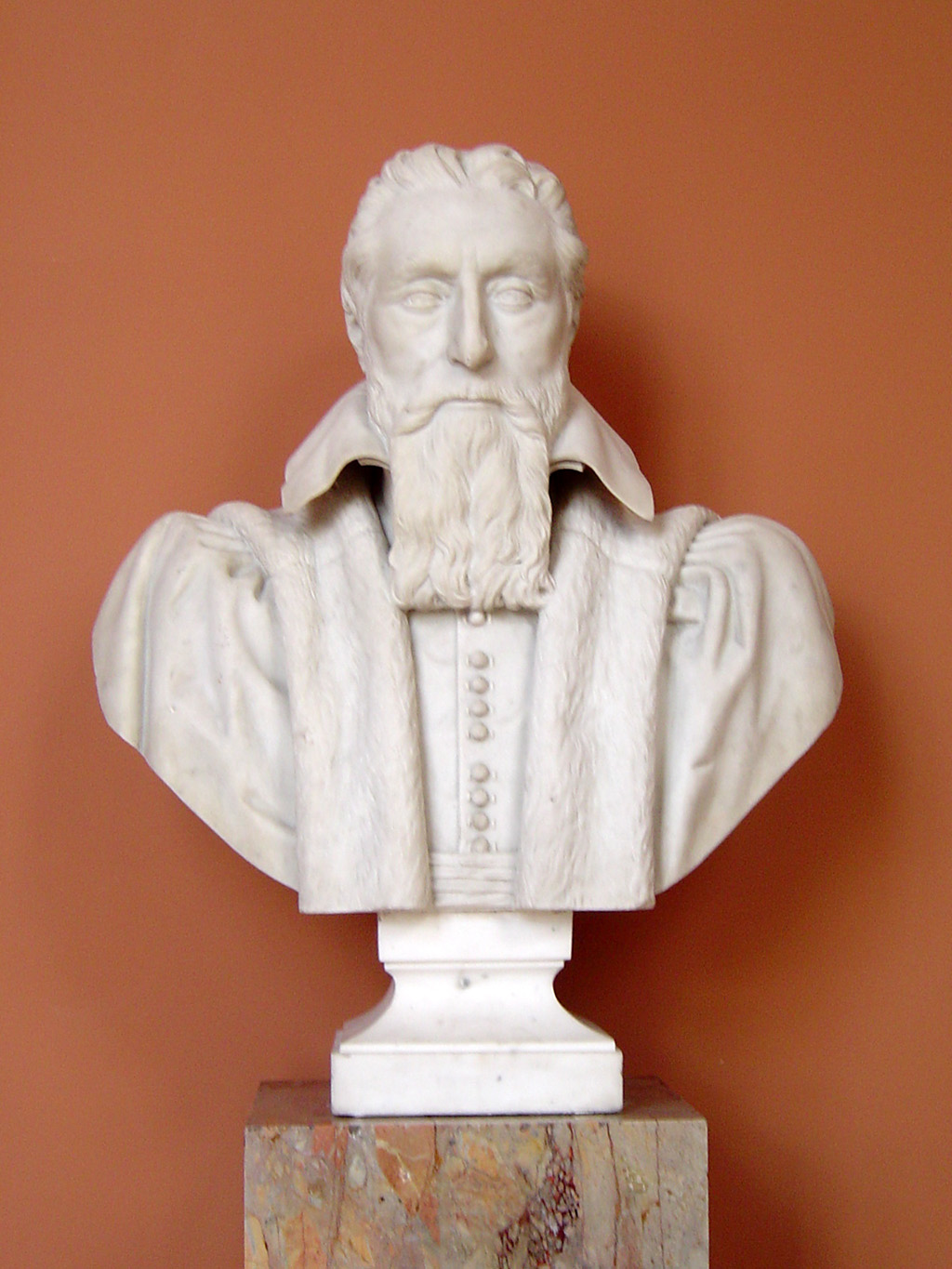
Guillaume Du Vair.

Le Grand Inquisiteur Michaélis restait déterminé à prouver sa culpabilité. Le 5 février, il se rendit à Aix pour être reçu en audience par le premier président Guillaume du Vair du Parlement. Il lui fit le récit des évènements qui s'étaient déroulés depuis le 1er janvier. Il conclut que tout prouvait que les filles étaient possédées et que Gaufridy en était le responsable.
Le Parlement de Provence se saisit de l'affaire et le 17 février, Madeleine fut présentée au président du Vair. Elle lui raconta ses déboires et, à sa demande, lui montra ses marques sataniques. Le 19, un conseiller fut chargé d'informer sur le crime de magie.
Le 20 février, Gaufridy fut mis au cachot et n'en sortit que pour aller en prison. Cette fois il fut incarcéré à Aix, dans le palais des comtes de Provence. Un nouveau charivari nocturne fut déclenché en cours de nuit par les hululements d'un chat-huant qui vola près de la prison et les aboiements des chiens qui lui répondirent.
À Aix, Madeleine fut livrée, encore une fois, aux mains des inquisiteurs qui cherchèrent à nouveau sur tout son corps les marques diaboliques. Puis, ils la menèrent à la Cathédrale Saint-Sauveur où elle fut dirigée au sous-sol vers l'ossuaire. Sébastien Michaélis, prétextant qu'il lui fallait connaître la contenance de ses démons mis en contact avec les saintes reliques, lui fit passer deux nuits au milieu des ossements. Le 24 février, Antoine Mérindol, un docteur en médecine, examina la religieuse et attesta qu'elle était possédée

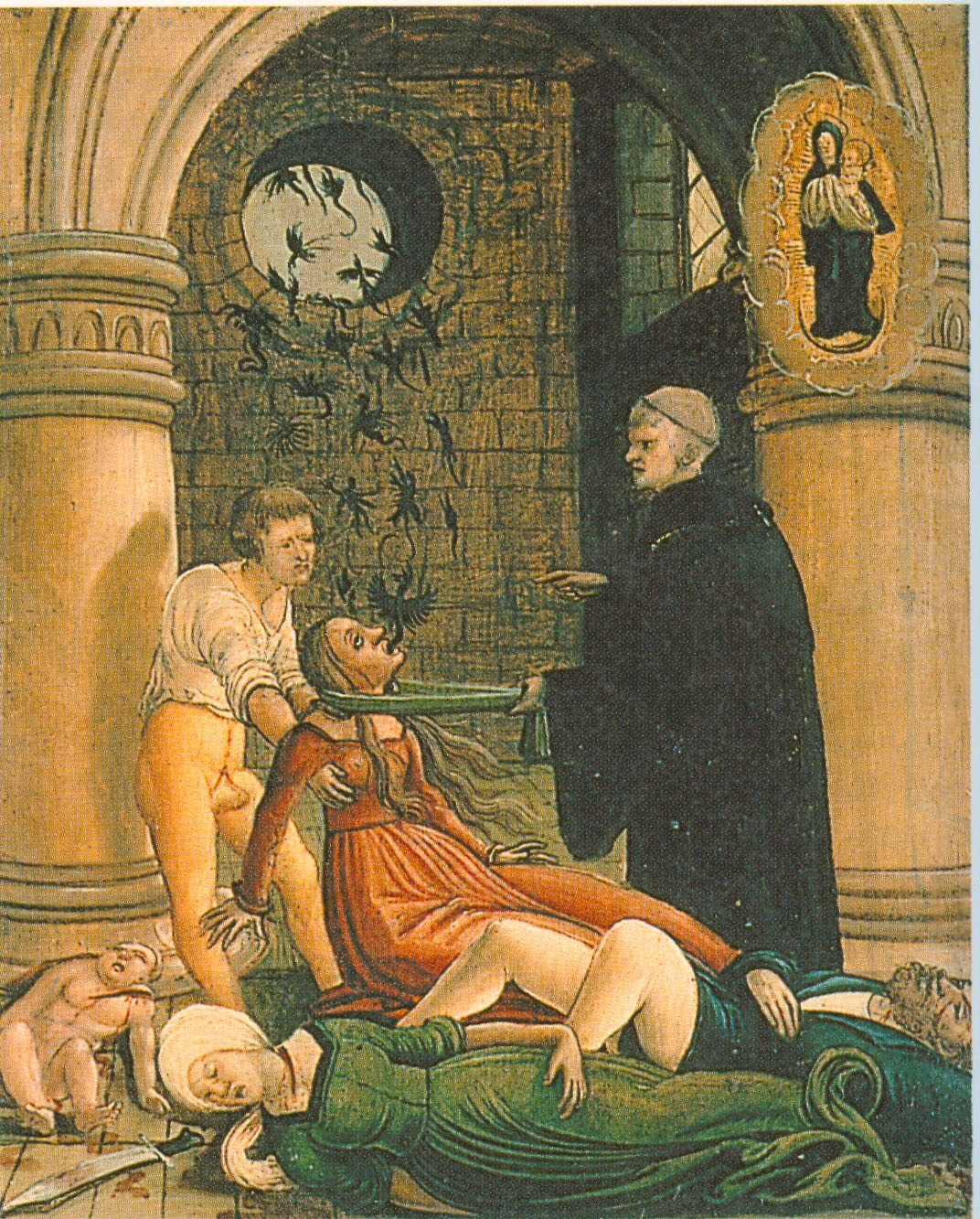
Femmes exorcisées.

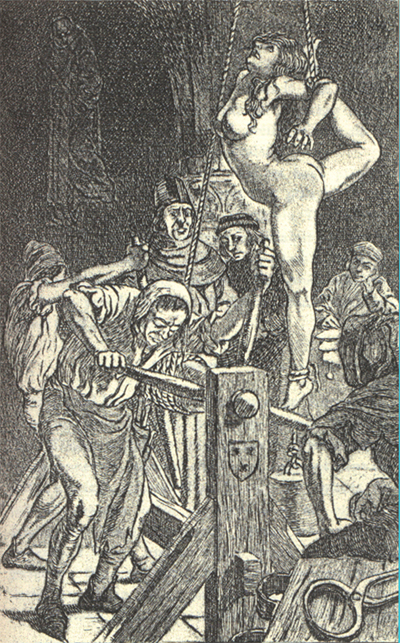
Practica officii inquisitionis, dessin de Martin van Maële.

Les tortures qu'on lui fit subir, lors de ses interrogatoires, étaient telles qu'elles nécessitaient la présence de plusieurs hommes pour la contraindre. Le 26 février 1611, les inquisiteurs inquiets firent venir deux médecins et un chirurgien pour observer des réactions étranges dans la tête de Madeleine. Sa peau remuait sur son crâne à la façon de celle des grenouilles. Il fallut l'exorciser pour faire cesser cette réaction. Puis Madeleine se mit à faire ce qui fut qualifié de « mouvements deshonnêtes ». Les médecins ne purent les réprimer, quant à la religieuse, elle répondit que de son côté, « elle ne le pouvait en nulle façon ». Les hommes de l'art reconnurent que ces choses étaient vraiment surnaturelles. Le 27, ces professeurs de l'université d'Aix, à la demande de Michaélis, rédigèrent un rapport sur la défloration de Madeleine. Il y était aussi affirmé que des marques avaient été trouvées et que des épingles y pénétraient sans qu'elle les sentît.
Le 5 mars, Madeleine et Gaufridy furent confrontés. Elle l'apostropha en lui disant que : « Il y a quatre points principaux que vous ne pouvez nier. Premièrement vous m'avez déflorée chez mon père, puis vous m'avez conduite au sabbat, là vous m'avez fait marquer. Enfin vous avez envoyé des diables pour me posséder lorsque j'ai voulu entrer aux Ursulines ».
L'ancien curé des Accoules nia fermement en s'exclamant « Par Dieu le Père, par Dieu le Fils, la Vierge, saint Jean... ». Ce qui lui valut cette réplique : « Je connais ce jurement, par Dieu le Père, vous entendez Lucifer, par le Fils, Belzébuth, par le Saint-Esprit, Léviathan, par la Vierge, la mère de l'Antechrist, et par saint Jean, le précurseur de l'Antechrist. C'est le serment de la synagogue ».
Le soir du même jour, les médecins et chirurgiens dépouillèrent Gaufridy pour rechercher sur son corps des marques diaboliques. Après lui avoir bandé les yeux, ils le piquèrent en divers points et dressèrent leur procès-verbal. Quand il fut rendu public, il y était certifié qu'ils avaient repéré trois marques insensibles. Le prêtre fit observer que le démon pouvait marquer un innocent. Il fut soutenu par des jurisconsultes et des théologiens. Mais cette thèse fut battue en brèche par Michaélis qui tenait son coupable.
Dès l'ouverture du procès, Madeleine, tout en se balançant machinalement, dénonça Gaufridy comme un adorateur du diable et sorcier. Elle l'accusa aussi de cannibalisme puis, se tournant vers lui, le supplia de lui adresser un mot doux. Face à son mutisme, elle fit savoir que, tous les soirs, des sorciers venaient la frotter et l'enduire. Tout comme le faisait le curé des Accoules quand il l'amenait dans les garrigues de Marseilleveyre. C'est là qu'elle avait été « ointe, baptisée, du baptême des sorciers, marquée aux reins, au cœur, sur la tête » puis le prêtre lui avait fait signer une cédule avec son sang. Le curé lui donna alors Asmodée, un démon, chargé de « l'assister, la servir et la conserver et pour de plus fort l'eschaufer en amour ». Après que les juges eurent trouvé sur son corps la marque du Diable, par deux fois, elle tenta de se suicider en se jetant par la fenêtre, puis en se frappant de coups de couteau.
Gaufridy fut amené dans le prétoire, après avoir subi des tortures lors de son séjour en prison. Un pacte avec le Diable fut produit en justice, prétendument signé par le propre sang du prêtre. Et il lui fut reproché d'avoir voulu se confesser, le 11 mars, tout en étant fort peu contrit.

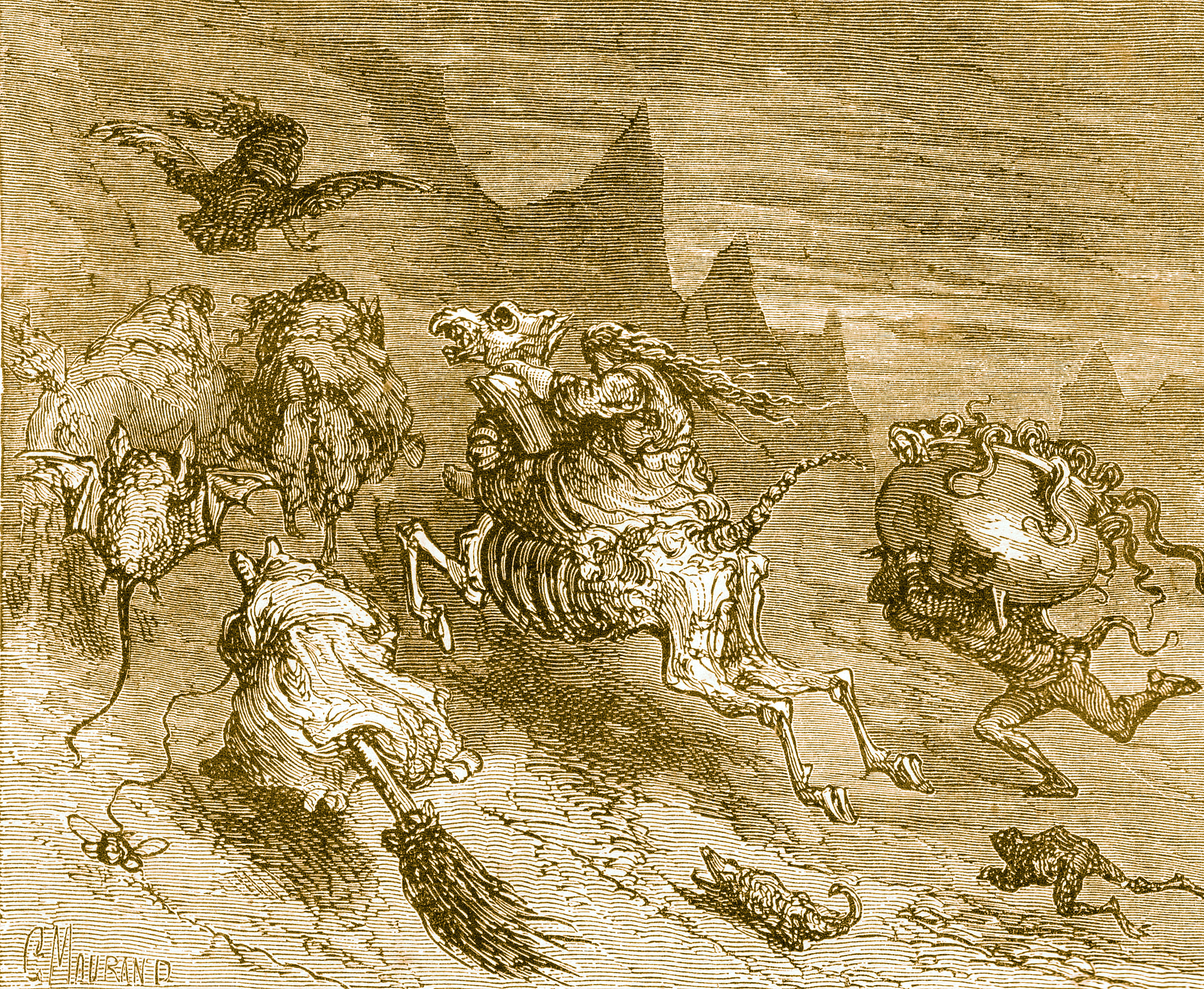
Sorcières partant au sabbat, gravure de Charles Maurand.

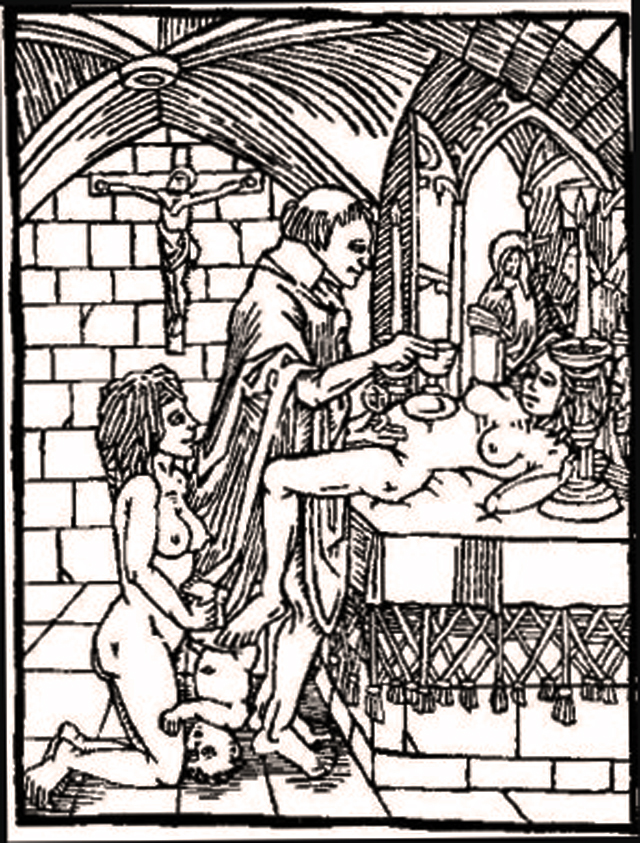
Messe noire.

Quand Madeleine fut questionnée sur le sabbat, elle déclara : « qu'il se tenait tous les jours depuis sa conversion ; avant, c'était seulement trois fois dans la semaine, de onze heures du soir à trois heures du matin ». Pressée d'entrer dans les détails, elle raconta comment elle s'y rendait par les airs, les gens qu'elle y rencontrait, en particulier ceux chargés de tuer ou de déterrer les enfants morts. Puis elle s'appesantit sur les fonctions de son amant, prince de la synagogue et lieutenant de Lucifer.
Gaufridy, à son tour, avoua aussi avoir participé au Sabbat en compagnie de sorcières. Les inquisiteurs le contraignirent à l'écrire. Il y indiqua notamment qu'il avait participé aux synagogues des sorciers deux fois à la Baume Roland, près de Marseille, trois fois à la Baume Loubière, à Château-Gombert et une fois à la Sainte-Baume.
Il fut même produit un aveu signé de sa main disant qu'il avait célébré une messe noire, afin d'asseoir sa possession sur les femmes : « Plus d'un millier de personnes ont été empoisonnées par l'irrésistible attrait de mon souffle qui les remplit de passion. La Dame de la Palud, la mère de Madeleine, a été fasciné comme tant d'autres. Mais Madeleine a été prise avec un amour irraisonnée et se livra à moi à la fois dans le sabbat et l'extérieur du sabbat ... J'ai été marqué lors du sabbat de mon plein gré et j'ai fait marqué Madeleine sur sa tête, sur son ventre, sur ses jambes, sur ses cuisses, sur ses pieds ». Après une telle description, même extorquée sous la torture, pour le Parlement d'Aix-en-Provence il n'y avait plus à tergiverser.
Le 26, il revint sur ses aveux en affirmant devant tous les Parlementaires qu'il se donnerait à tous les diables s'il n'était pas innocent. La rétractation des aveux, aux yeux de la cour était inutile, la confession signée et le pacte d'allégeance étaient des preuves suffisantes pour condamner le prêtre à être brûlé comme coupable de magie, sorcellerie, impiété, et abominable luxure.
Le 1er avril, jour du vendredi saint, le prêtre touché de la grâce se repentit, selon Michaélis. Il lui avait imposé, durant tout le carême, la présence de deux capucins qui l'avaient exhorté à reconnaître ses crimes. Il céda en disant : « Le démon m'accuse du crime de magie, c'est vrai, car je suis magicien ».
Le 22 avril, Gaufridy fut présenté à Joseph Pelicot, prévôt de la cathédrale d'Aix et vicaire général, ainsi qu'à plusieurs exorcistes. Ils lui imposèrent un ultime exorcisme pour chasser Belzébuth de son corps et sauver son âme. Ils se retirèrent satisfait expliquant avoir accompli leur mission. Gaufridy parut alors devant l'archevêque en compagnie de Louise, toujours habitée par ses démons. Il abjura solennellement et demanda pardon à Madeleine. À la demande du prélat, il s'engagea à coucher par écrit ses aveux.

## Condamnation au bûcher

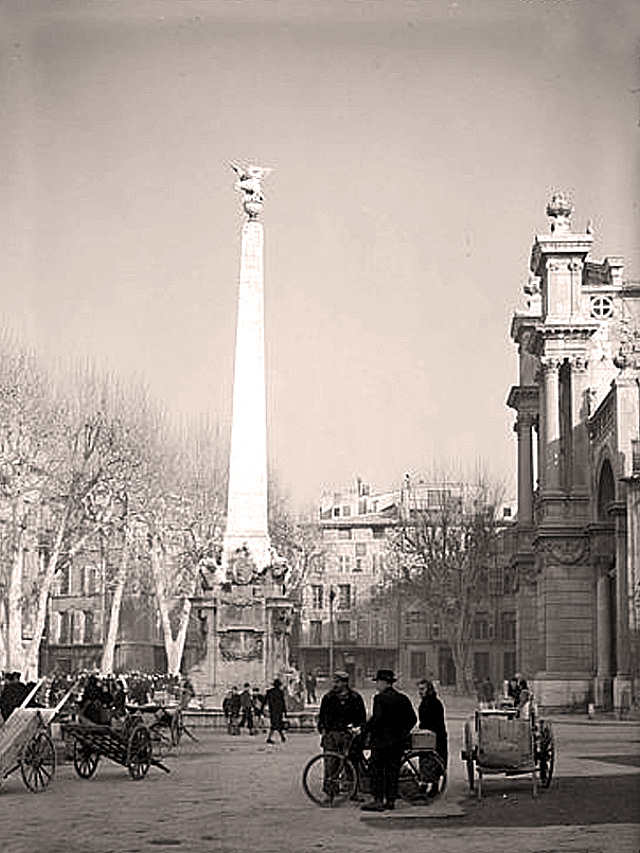
Place des Prêcheurs, la fontaine et sa colonne marquent l'emplacement du bûcher.

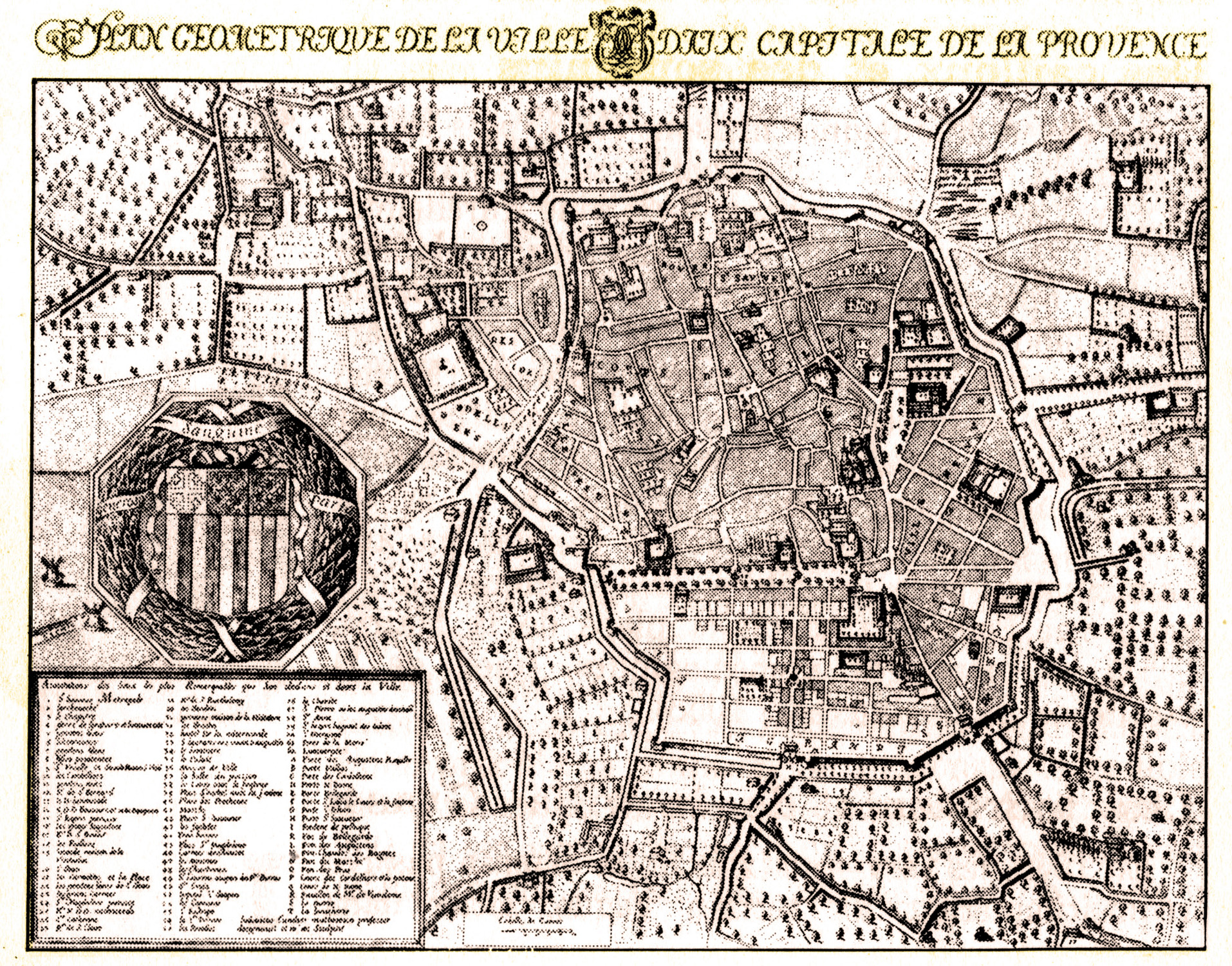
Plan d'Aix-en-Provence.

Après que la sentence de mort eut été proclamée, les inquisiteurs le mirent à nouveau à la question ordinaire et extraordinaire pour tenter d'obtenir les noms de ses complices. Le 30 avril 1611, eut lieu l'exécution de l'arrêt du Parlement de Provence. L'évêque de Marseille se chargea préalablement de le dégrader, puis après avoir officiellement demandé pardon à Dieu, Gaufridy, tête et pieds nus, une corde autour du cou, fut livré à ses bourreaux pour être exécuté. Escorté par des archers, il fut traîné dans les rues d'Aix pendant cinq heures avant d'arriver sur la place des Prêcheurs, le lieu d'exécution. Il lui fut accordé la grâce d'être étranglé au moment où il montait sur le bûcher.
Cette affaire a donné lieu à une aventure grandguignolesque. Un des greffiers de l'instruction, Antoine de Thoron rapporte : « Or, il arriva, pendant qu'on travaillait à visite du procès, une histoire plaisante. Plusieurs témoins de l'information avoient déposé que Gaufridy se transportoit au sabbat, après s'être frotté d'une certaine huile magique, et qu'il revenoit ensuite dans sa chambre par le tuyau de la cheminée. Dans le temps qu'on lisoit ces dépositions, on entendit un grand bruit dans la cheminée, et à l'instant tous les juges en virent sortir un grand homme noir qui secouoit sa tête. Les juges s 'enfuirent presque tous. Pour moi, qui restoi au bureau, je lui demandoi qui il étoit, et il me répondit fort effrayé, qu'il étoit un ramoneur qui, après avoir ramoné la cheminée de MM. des comptes, dont le tuyau joignoit celle de la chambre Tournelle, s'étoit mépris en descendant, et avoit passé par la cheminée du parlement ».
La bravoure de Thoron a été tempérée par d'autres témoignages qui indiquent que c'est sa robe de magistrat coincée qui l'empêcha de s'enfuir. Mort de peur, il implora le ciel et se signa maintes fois avant de pouvoir converser avec le ramoneur.
Aussitôt après la mort du magicien, Marguerite de Burlefut, une autre ursuline, se déclara délivrée de ses démons. Les jours suivants, ce fut le tour des autres possédées qui se considérèrent comme guéries. Chez Louise, Sonneillon et de Gresille disparurent seul resta Verrine. La mort de son amant priva Madeleine Demandolx de la Palud de la vue et de l'ouïe. Elle refusa même de s'alimenter. Mais le jour de la Pentecôte, Asmodée la quitta et elle se rétablit. Le jour de Pâques, ses marques diaboliques disparurent. Seul resta en elle Belzébuth par permission divine.
Madeleine et Louise Capeau furent exclues du couvent, mais la maîtresse du curé des Accoules resta sous la surveillance de l'Inquisition. Madeleine fut exilée loin de Marseille, et assignée à résidence à Châteauvieux, près de Castellane. Elle y vécut d'abord comme une sainte. Mais pourtant, des décennies après le supplice de Gaufridy, elle fut à nouveau accusée de sorcellerie en 1642, puis en 1652. Elle se défendit énergiquement, mais au cours de son second procès, sur son corps fut à nouveau trouvée la marque du Diable, ce qui lui valut d'être condamnée à la prison perpétuelle. À un âge avancé, elle fut libérée, confiée à la garde d'un parent, et mourut à Châteauvieux en 1670, à l'âge de 77 ans.
Après avoir été supplicié, les cendres du curé des Accoules avaient été jetées au vent. Ce fut une « semence admirable » puisque la folie des ursulines d'Aix fut contagieuse, et gagna nombre de couvents de filles en Provence. Les nonnes s'y livrèrent à d'étranges convulsions, jurant qu'elles étaient pleines de diables. Quelques bûchers eurent raison de ce déferlement d'érotisme conventuel dont celui des sorcières de Cassis en 1614.